# Thép hợp kim cao
Thép hợp kim cao là thép được hợp kim hoá với các nguyên tố khác, thông thường là mô lip đen, mangan, crôm, vanadi, silic, bo hoặc niken, với một hàm lượng trên 10% nhằm cải thiện cơ tính cho những sản phẩm có chiều dày lớn.người ta xếp chúng vào các loại thép tùy theo bản chất thành phần các nguyên tố tham gia hợp kim hóa và được gọi theo sự phân loại của các tiêu chuẩn khác nhau, thông thường với các quốc gia đã phát triển thì người ta thống nhất các thép không gỉ, thép dụng cụ, thép chịu bài mòn được quyết định bởi nguyên tố tham gia hợp kim hoá. Ví dụ: thép mangan cao (13%Mn) sẽ được sử dụng trong các chi tiết chịu được môi trường mài mòn khắc nghiệt như răng gầu xúc, xích xe xúc, xe tăng...
Ở Nga để phân loại thép hợp kim, người ta tiểu chuẩn hóa và được gọi là tiêu chuẩn ГOCT với ký hiệu của các nguyên tố: X = Cr, H = Ni, B = W, M = Mo, T = Ti, K = Co, Г = Mn, C = Si,  = V, Д = Cu, Ю = Al, P = B. Ví dụ 12XH3 tương đương với 12CrNi3.